# Хахули
Хахули (груз. ხახული) или Хаху (арм. Խախու) — один из важных грузинских монастырей в Тао-Кларджети. Расположен в современной Турции, в деревне Багбаши (тур. Bağbaşı), провинция Эрзурум. Уцелевшее строение сейчас используется как мечеть. Хахули был важным центром литературы и грузинской культуры, и многие грузинские ученые и богословы учились и работали в Хахули, включая Василия Хахульского, Иоанна, Давида Тбилели и Георгия Мтацминдели.

## История
Монастырь Хахули был основанцарем Давидом III Курапалатом между 961 и 1000 годами. Она была важным литературным центром с XI по XIII век. Позже община переросла в экономически развитый регион, включающий 300 деревень и 30 мелких феодалов. В XVI веке, до османского завоевания южных грузинских территорий, Хахули был частью католиката Картли.

## Архитектурные особенности
Монастырский комплекс включает крестово-купольную церковь, отражающую ранний крестово-купольный стиль архитектуры.
Рельефы и украшения церкви Хахули, включая изображения святых, животных и важные детали, датируются XII-XIII веками. Они являются ярким дополнением к архитектуре храма, который характеризуется своей особенной структурой и отсутствием оконных рядов в центральной части. Внутри церкви имеются две часовни, расположенные на севере и юго-востоке

## Сокровища Хахули
Выдающий триптих XII века икона Богородицы, созданный в монастыре Хахули, является одним из лучших образцов грузинского средневекового ювелирного дела и сейчас находится в Художественном музее Грузии.

## Галерея

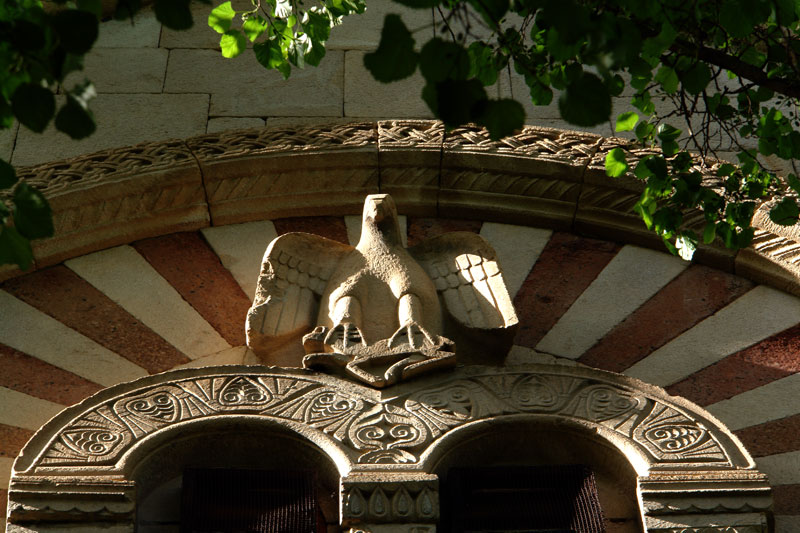
Статуя орла с косулей
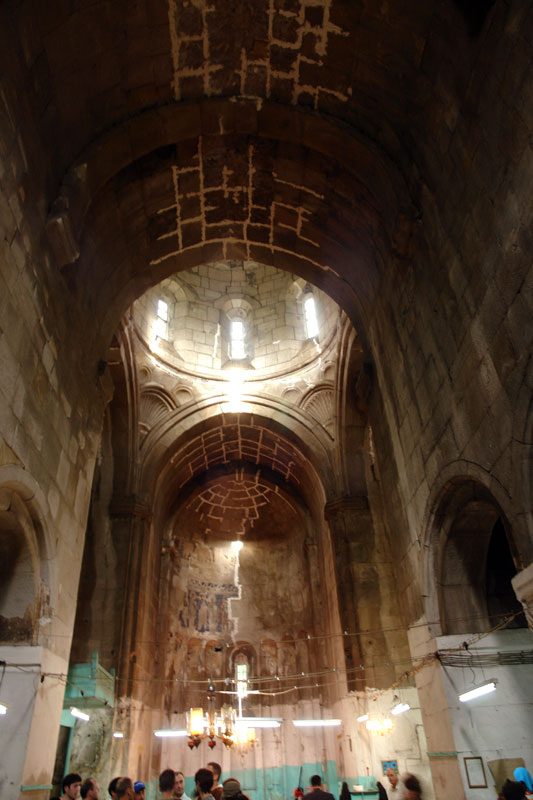
Внутренний интерьер
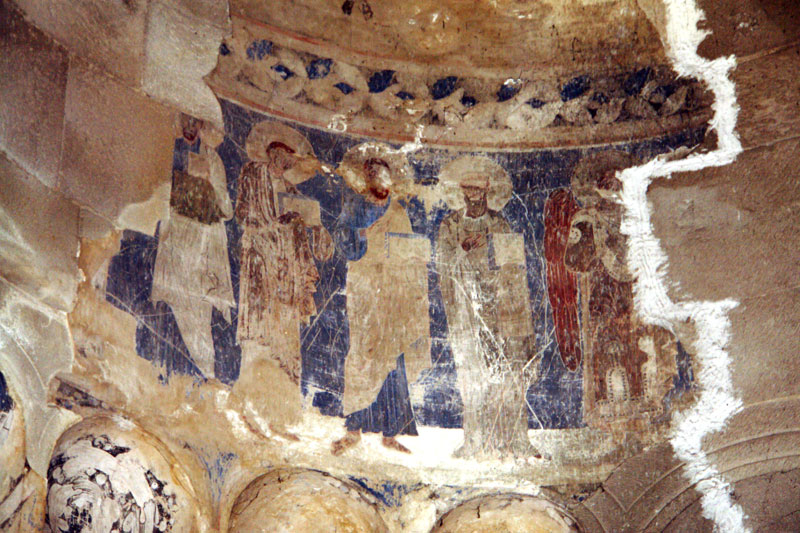
Фреска
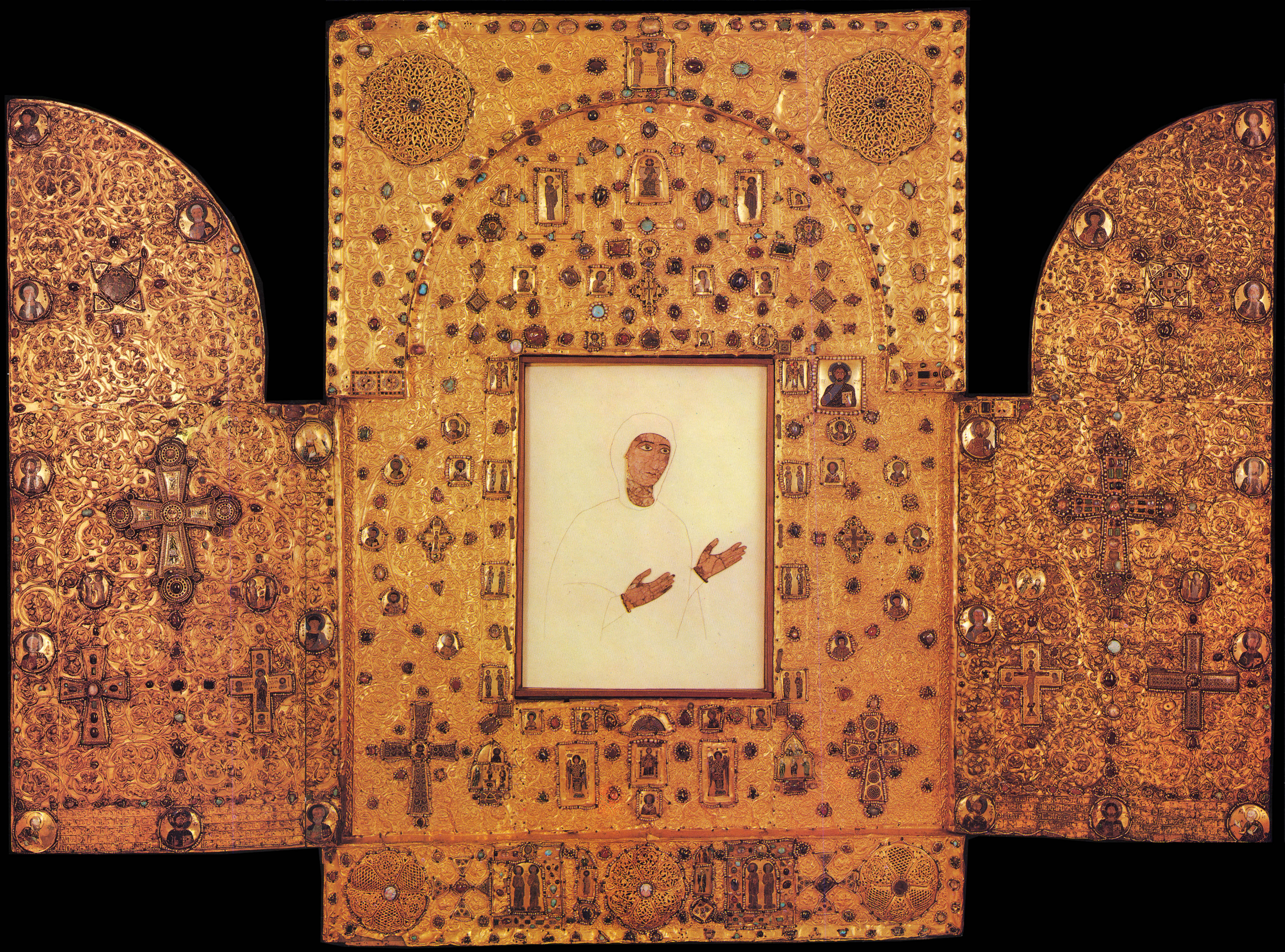
Триптих Хахули
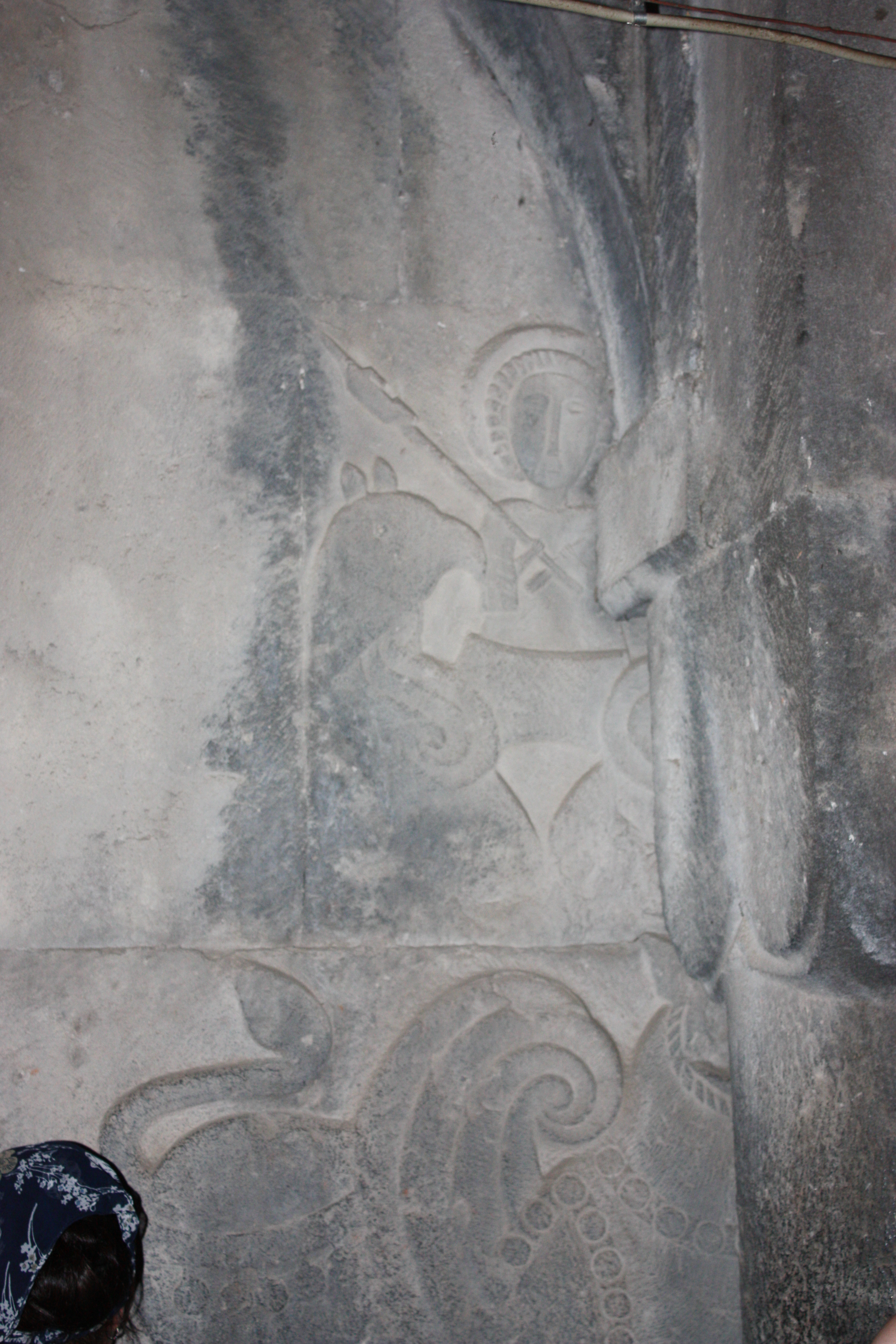
Барельеф Святого Георгия
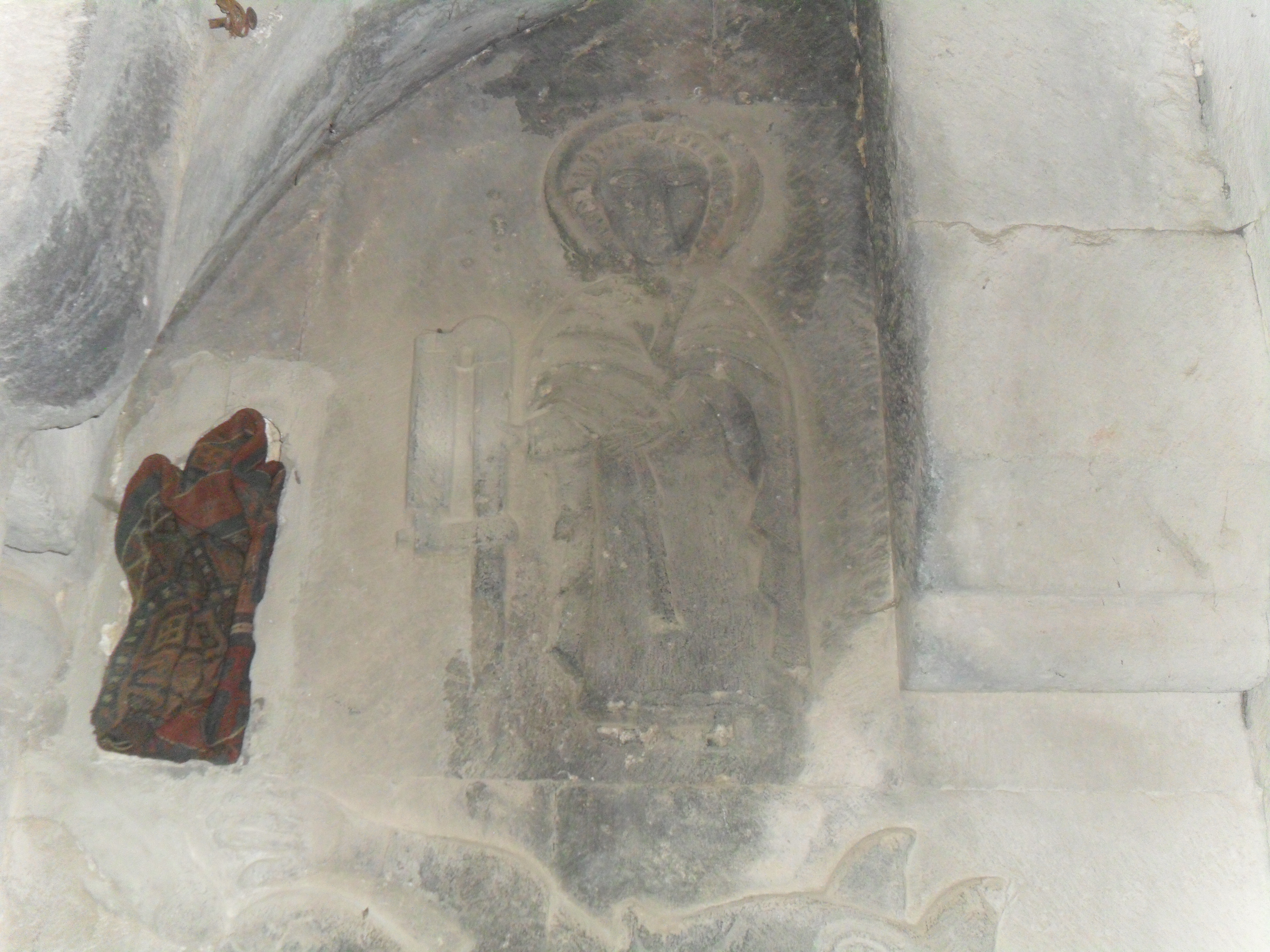
Изображение Григория Просветителя